# Céramique de type Mina’i

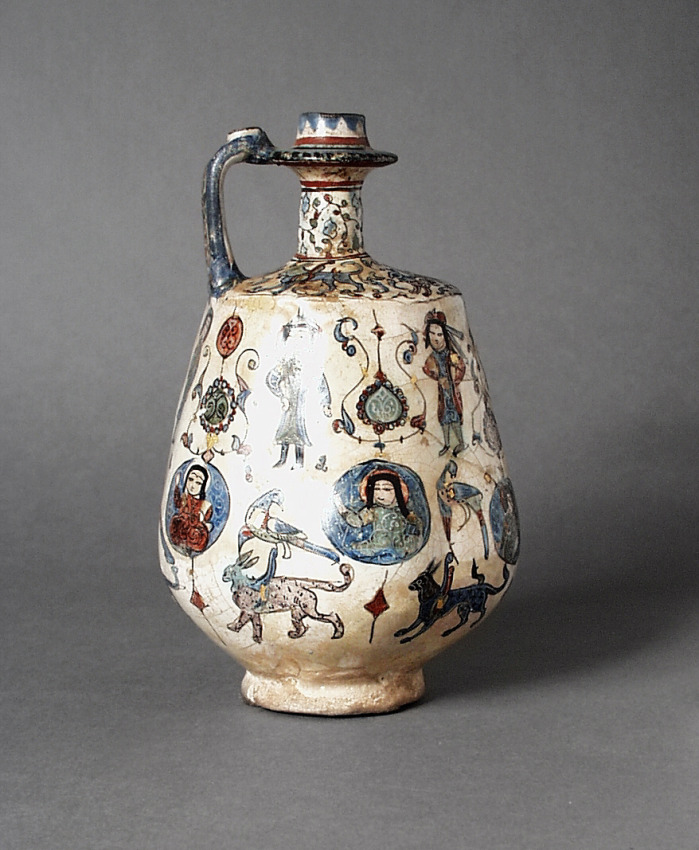
Iran, Kashan, fin du ou du début du siècle : Serviceware Fritware, peint sous glaçure et émaillé sur glaçure (mina'i).

La  céramique de type Mina’i  (aussi transcript minai où minaï) est originaire de Kachan en Iran, développée à l'époque des Grands Seldjoukides, aux XIIe et XIIIe siècles. Il s’agit d’une céramique à base de fritte (pâte de pierre) sur lequel est appliqué une glaçure (émail) peinte en couleur polychromes. Mina’i  est le terme persan moderne pour haft rang  (sept couleurs) avec Mina faisant référence aux pigments et émaux  fabriqués à partir de fritte colorée.

## Technique
Cette technique est décrite dans le texte médiéval de Abu al-Qasim Kashani au début du XIVe siècle. Cette technique de peinture polychrome sur glaçure, fait appel à au moins 3 étapes de cuisson, la première permettait la cuisson du fritte, la deuxième la cuisson de la glaçure, et la troisième, a température plus basse, la cuisson de la surglaçure faites des pigments émaillés polychomes. 

## Mise en œuvre
Cette technique était onéreuse et prenait du temps. La technique était utilisée pour la vaisselle  mais aussi pour les carreaux et tuiles décoratives. Les motifs décoratifs de ce type de céramique étaient variés, allant des figures simples aux scènes denses. Les sujets de décoration étaient souvent des passages d’histoires et de mythologie iranienne. Une variante de la technique minai est connue sous le nom de lajwardina où la couleur est ajoutée uniquement au moment de la surglaçure.